# Property Specification Language
Property Specification Language（特性仕様言語、PSL と略記）とは、ハードウェア設計におけるプロパティ（特性）や表明を記述する言語として標準化団体 Accelleraが開発したものである。これにより、プロパティをシミュレートしたり形式的に検証したりできる。2004年9月から、IEEE 1850 ワーキンググループがこの標準化を行ってきた。2005年9月、IEEE 1850 Standard for Property Specification Language (PSL) が発表された。
Property Specification Language は以下のような複数のハードウェア記述言語で使われることを目指している:
- VHDL (IEEE 1076)
- Verilog (IEEE 1364)
- System Verilog (IEEE 1800)
- SystemC （OSCI）